# Collège des Quatre-Nations

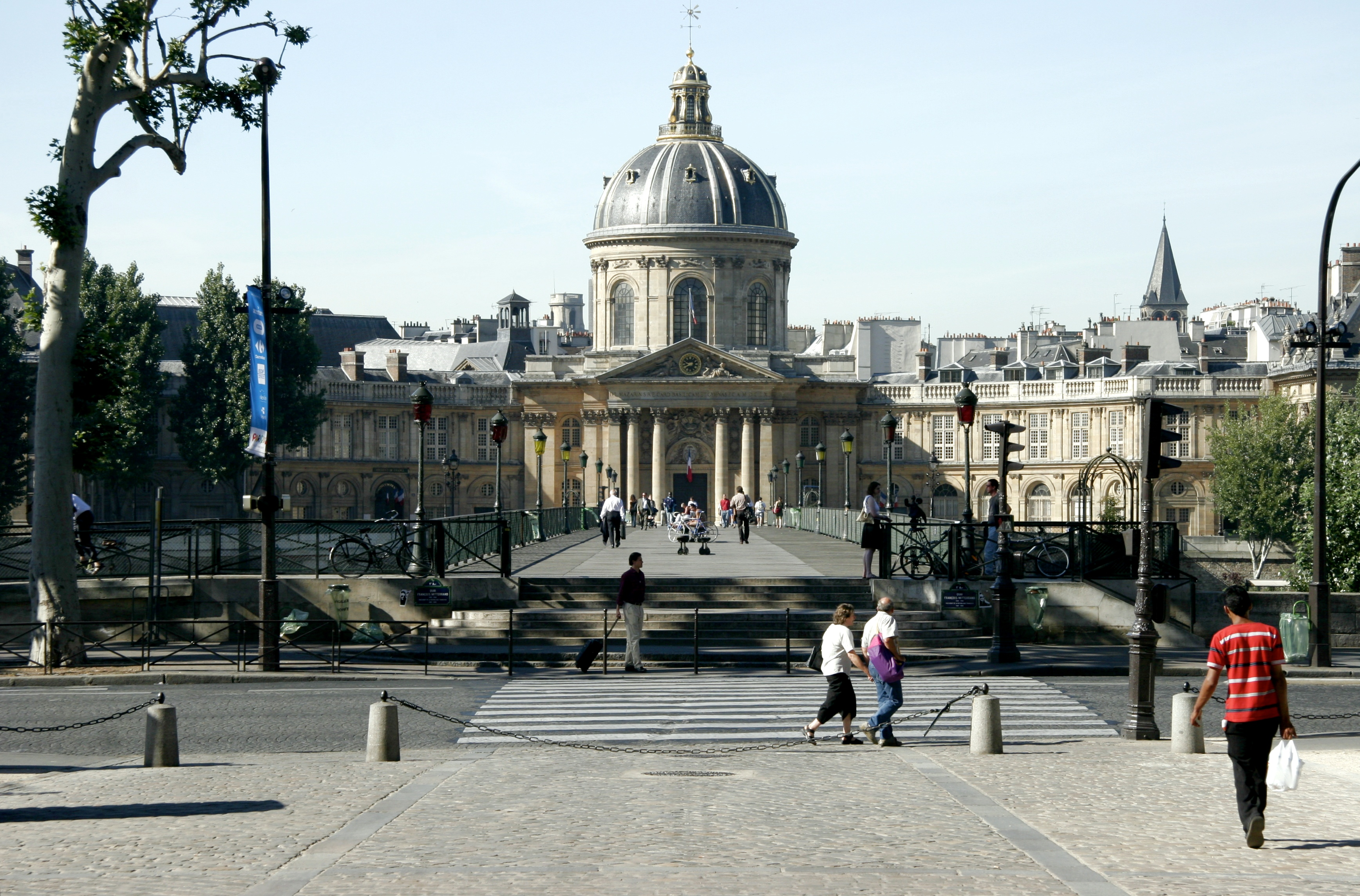
Collège des Quatre-Nations, sídlo Francouzského institutu

Collège des Quatre-Nations (česky Kolej Čtyř národů), též Collège Mazarin (Mazarinova kolej), je bývalá kolej Pařížské univerzity. Barokní stavba byla postavena jako kolej pro výuku studentů a dnes je sídlem Francouzského institutu a Mazarinovy knihovny. Nachází se na Quai Malaquais na levém břehu řeky Seiny v 6. obvodu.

## Historie
V roce 1661 kardinál Jules Mazarin ve své závěti odkázal část svého majetku na vybudování koleje určené pro 60 studentů z území připojeného k Francii na základě Vestfálského (1648) a Pyrenejského míru (1659): Artois, Alsasko, Pignerol a Severní Katalánsko (Roussillon a Cerdagne); odtud její označení čtyř národů. Rovněž zde chtěl být pohřben obdobně jako předchůdce kardinál Richelieu v kapli Sorbonny. Mazarin rovněž věnoval svou sbírku knih, ze které se stala Bibliothèque Mazarine, která sloužila veřejnosti. Ministr Jean-Baptiste Colbert proto pověřil architekta Louise Le Vau, aby naproti paláci Louvre vystavěl kolej s kaplí. Stavba probíhala v letech 1662–1688. Knihovna byla pro veřejnost otevřena v roce 1691. Během Velké francouzské revoluce se kolej stala postupně kolejí Jednoty (collège de l'Unité), vězením, sídlem Výboru pro veřejné blaho, École centrale supérieure a École nationale supérieure des beaux-arts.
V roce 1805 se na příkaz Napoleona I. do budovy přesunul z Louvru Francouzský institut, který zde sídlí dodnes. Architekt Antoine Vaudoyer přeměnil kapli na zasedací sál Francouzské akademie.